# Rezolucija Vijeća sigurnosti UN-a 941
Rezolucijom Vijeća sigurnosti UN-a 941, jednoglasno usvojenom 23. rujna 1994. godine, nakon potvrđivanja svih rezolucija o stanju u Bosni i Hercegovini, Vijeće je raspravljalo o kršenjima međunarodnog humanitarnog prava u Banjoj Luci, Bijeljini i drugim područjima zemlje.
Vijeće sigurnosti primilo je informacije od Međunarodnog odbora Crvenog križa i Visokog povjerenika Ujedinjenih naroda za izbjeglice o ozbiljnim kršenjima međunarodnog humanitarnog prava protiv nesrpskog stanovništva u područjima u Bosni i Hercegovini pod kontrolom bosanskih Srba. Izražena je zabrinutost zbog "uporne i sustavne kampanje terora" i etničkog čišćenja počinjenih u Banjoj Luci, Bijeljini i drugim područjima, kao i zbog odbijanja bosanskih Srba da dopuste posebnom predstavniku glavnog tajnika i Zaštitnim snagama Ujedinjenih naroda (UNPROFOR) u područja. Priznata je nadležnost Međunarodnog kaznenog suda za bivšu Jugoslaviju (ICTY) na ovom području i izražena odlučnost da se stane na kraj etničkom čišćenju.
Djelujući prema Poglavlju VII Povelje Ujedinjenih naroda, vijeće je podsjetilo da su sve strane u sukobu vezane međunarodnim humanitarnim pravom, a posebno Ženevskim konvencijama iz 1949. Sva kršenja ovih prava, a posebno etničko čišćenje, oštro su osuđena. Također je ponovno potvrdio da su sve izjave i radnje dane pod prisilom, posebno u pogledu teritorija, ništavne i nevažeće te da bi se sve prognane osobe trebale moći vratiti svojim domovima.
Rezolucija je zahtijevala da bosanski Srbi odmah prekinu svoju kampanju etničkog čišćenja i da Ujedinjenim narodima omoguće pristup dotičnim područjima. Glavni tajnik Butros Butros-Gali pozvan je da osigura da UNPROFOR bude raspoređen na problematična područja što je prije moguće. Nadalje je zamoljen da što prije izvijesti o provedbi postojeće rezolucije.

## Vanjske poveznice
| Wikizvor | Engleski Wikizvor ima izvorni tekst na temu: d Nations Security Council Resolution 941 |

- Text of the Resolution at undocs.org